# Wilhelm Adolf Schmidt

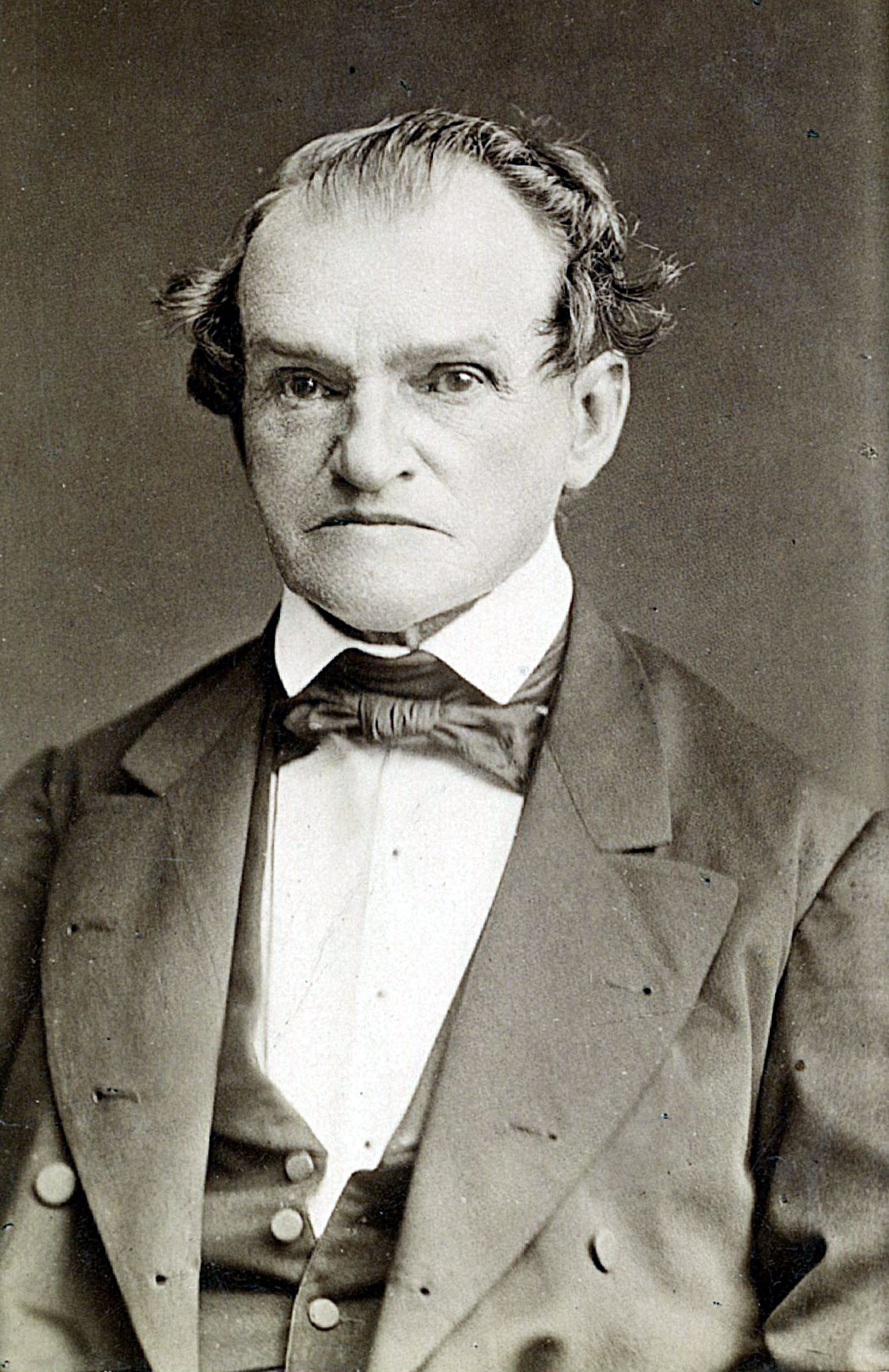
Wilhelm Adolf Schmidt

Wilhelm Adolf Schmidt (* 26. September 1812 in Berlin; † 10. April 1887 in Jena) war ein deutscher Historiker.

## Leben
Nach dem Abitur 1831 nahm Wilhelm Adolf Schmidt das Studium der Philologie und Geschichte an der Universität Berlin auf. Seine prägendsten Lehrer dort waren August Boeckh und Leopold von Ranke, an dessen berühmten historischen Übungen er teilnahm. Bereits 1834 wurde mit einer Arbeit über die Quellen zu den Einfällen der Gallier nach Griechenland promoviert. Zunächst lehrte er während seines Probejahres an der Königlichen Realschule und später am Joachimsthalschen Gymnasium in Berlin. Seine Arbeiten jener Zeit beschäftigten sich u. a. mit dem ersten Hellenismus-Band Johann Gustav Droysens und den Quellen des Zonaras. 1840 habilitierte er sich mit einer Untersuchung über griechische Papyrusurkunden der königlichen Bibliothek zu Berlin. Seit 1840/41 lehrte er als Privatdozent – auch auf Vermittlung August Boeckhs und Friedrich von Raumers an der Berliner Universität; 1845 wurde er zum außerordentlichen Professor berufen.
Er lehrte sowohl Alte Geschichte, wie auch Deutsche- und Universalgeschichte und setzte seine Studien auf dem Gebiet der Epigraphik und Papyrologie fort. 1843 gründete er mit Boeckh, Georg Heinrich Pertz, Leopold von Ranke und den Brüdern Grimm die Zeitschrift für Geschichtswissenschaft, die er während ihres gesamten Erscheinens von 1844 bis 1848 herausgab.
Er war als Angehöriger der Fraktion Württemberger Hof Mitglied der Frankfurter Nationalversammlung von 1848. Weil er in Berlin aufgrund seiner zeitgeschichtlichen Vorlesungen im Jahre 1849, die großen Anklang fanden, keine Aussicht auf Beförderung sah, ging Schmidt 1851 als Ordinarius für Geschichte an die Universität Zürich, eine Doppelprofessur mit der ETH Zürich, und neun Jahre später als Nachfolger Droysens nach Jena, wo er bis an sein Lebensende blieb. 1874 bis 1876 war er Mitglied des Reichstags für den Reichstagswahlkreis Großherzogtum Sachsen-Weimar-Eisenach 3. In seinen späteren historischen Arbeiten befasste er sich in erster Linie mit der neueren deutschen Geschichte.
1874 wurde er auswärtiges Mitglied der Bayerischen Akademie der Wissenschaften.

## Schriften
- De fontibus veterum auctorum in enarrandis expeditionibus a Gallis in Macedoniam atque Graeciam susceptis, Berlin: Schad 1834, Diss.
- Geschichte der Denk- und Glaubensfreiheit, Berlin 1847
- Preußens deutsche Politik, Berlin 1850
- Geschichte der preußisch-deutschen Unionsbestrebungen, Berlin 1851
- Zeitgenössische Geschichten, Berlin 1859
- Elsass und Lothringen: Nachweis wie diese Provinzen dem deutschen Reiche verloren gingen, Leipzig 1859 (3. Auflage 1870)
- Tableaux de la Révolution Française publiés sur les papiers inédits du département de la police secrète de Paris, Leipzig 1867–1870
- Pariser Zustände während der Revolutionszeit, Jena 1874–1876; von Paul Viollet ins Französische übersetzt, Paris 1880–1885
- Das Perikleische Zeitalter, Jena 1877–1879
- Handbuch der griechischen Chronologie, Jena 1888
- Abhandlungen zur alten Geschichte, hrsg. von Franz Rühl, Leipzig 1888
- Geschichte der deutschen Verfassungsfrage während der Befreiungskriege und des Wiener Kongresses, Stuttgart 1890 (nachgelassen veröffentlicht von Alfred Stern)